# Lady and Gent
Lady and Gent er en amerikansk dramafilm fra 1932 instrueret af Stephen Roberts. Manuskriptet blev skrevet af Grover Jones og William Slavens McNutt. Filmen har George Bancroft og Wynne Gibson i hovedrollerne og havde en ung John Wayne i en birolle.
Manuskriptforfatterne blev nomineret til en Oscar for bedste historie ved Oscaruddelingen 1932.